# Championnat d'Europe de Formule 2 1982
Navigation
1981 1983
Le championnat d'Europe de Formule 2 1982 est la seizième édition du championnat d'Europe de Formule 2. Il a été remporté par l'italien Corrado Fabi, de l'écurie March.

## Engagés
| N° | Pays | Écurie | Voiture | Moteur | Pilotes | Pilotes | Pilotes |
| -- | ---- | ------ | ------- | ------ | ------- | ------- | ------- |

## Courses de la saison 1982
| no  | Date       | Épreuve                       | Lieu              | Vainqueur       | Voiture | Équipe            |
| --- | ---------- | ----------------------------- | ----------------- | --------------- | ------- | ----------------- |
| 173 | 21 mars    | BRDC International Trophy     | Silverstone       | Stefan Bellof   | Mauer   | Maurer Motorsport |
| 174 | 4 avril    | Trophée d'Allemagne           | Hockenheim        | Stefan Bellof   | Mauer   | Maurer Motorsport |
| 175 | 12 avril   | BARC 200                      | Thruxton          | Johnny Cecotto  | March   | March Racing      |
| 176 | 25 avril   | Grand Prix de l'Eifel         | Nürburg           | Thierry Boutsen | Spirit  | Spirit Racing     |
| 177 | 9 mai      | Grand Prix du Mugello         | Mugello           | Corrado Fabi    | March   | March Racing      |
| 178 | 16 mai     | Grand Prix de Rome            | Vallelunga        | Corrado Fabi    | March   | March Racing      |
| 179 | 31 mai     | Grand Prix de Pau             | Pau               | Johnny Cecotto  | March   | March Racing      |
| 180 | 13 juin    | Grand Prix de Spa             | Spa-Francorchamps | Thierry Boutsen | Spirit  | Spirit Racing     |
| 181 | 20 juin    | Coupe du Rhin                 | Hockenheim        | Corrado Fabi    | March   | March Racing      |
| 182 | 4 juillet  | Donington 50000               | Donington Park    | Corrado Fabi    | March   | March Racing      |
| 183 | 18 juillet | Trophée du Mantorp Park       | Mantorp Park      | Johnny Cecotto  | March   | March Racing      |
| 184 | 1er août   | Grand Prix de la Méditerranée | Enna-Pergusa      | Thierry Boutsen | Spirit  | Spirit Racing     |
| 185 | 8 août     | Grand Prix de l'Adriatique    | Misano            | Corrado Fabi    | March   | March Racing      |